# 2012年度YAHOO!搜尋人氣大獎得獎名單
YAHOO!搜尋人氣大獎2012，於2012年12月17日香港時間晚上8時假香港展覽中心舉行。由森美及胡蓓蔚擔任司儀，當晚共頒發超過70個獎項，而本屇是人氣大獎十周年，故此大會特設十年人氣大獎予十位歷年來網上人氣鼎盛的藝人。

## 得獎名單[1]
- 十年人氣大獎
  - 古巨基
  - 容祖兒
  - 楊千嬅
  - 林峯
  - 金賢重
  - 方大同
  - 羅志祥
  - 楊丞琳
  - Twins

### 音樂獎項
- 人氣歌曲
  - 《戀無可戀》 － 古巨基
  - 《明明》 － 蔡卓妍
  - 《只有一事不成全你》 － 周柏豪
  - 《到此為止》 － 連詩雅
  - 《失戀哲理》 － 關心妍
  - 《為執著乾杯》 － 藍奕邦
  - 《爛命鴛鴦》 － 劉浩龍
  - 《清空》 － 泳兒
  - 《WHAT HAVE U DONE》 － G.E.M.
  - 《我是個地球人》 － 周國賢

- 人氣國語歌曲
  - 《霧裡看花》 － 容祖兒
  - 《留不下來》 － 糖兄妹
  - 《全職宅男》 － 羅力威

- 人氣MV
  - 《斬立決》 － 周柏豪
  - 《Yellow Fever》 － Dear Jane
  - 《勿忘草》 － 洪卓立

- 網上熱爆歌曲
  - 《樹藤》 － 林欣彤
  - 《SHOUT》 － 鍾舒漫
  - 《Falling》 － Gin Lee

- 網上熱爆電影歌曲
  - 《別問我是誰》 － 王馨平

- 樂壇新勢力
  - 胡鴻鈞
  - 鄭嘉嘉

- 唱作歌曲
  - 《千紙鶴》 － 方大同

- 唱作新人獎
  - 陳僖儀

- 人氣電視劇集主題曲
  - 《擁抱愛》 － 鄭欣宜

- 人氣改編歌
  - 《面具》 － 許廷鏗

- 人氣跳舞歌曲
  - 《第五類》 － 鄭融

- 人氣廣告歌曲
  - 《紅黑紅紅黑》 － 黃貫中

- 年度搜尋人氣歌曲
  - 《年少無知》 － 黃貫中

- 本地唱作男歌手
  - 周國賢

- 本地唱作女歌手
  - 盧凱彤

- 人氣票王
  - 羅力威

- 人氣票后
  - 鍾欣桐

- 人氣演唱會
  - 達明一派兜兜轉轉演演唱唱會 2012 達明一派

- 本地音樂組合
  - RubberBand
  - C AllStar
  - Twins

- 本地男歌手
  - 古巨基

- 本地女歌手
  - 容祖兒

- 海外男歌手
  - 盧廣仲

### 電視電影獎項
- 電視男藝人
  - 陳豪

- 電視女藝人
  - 佘詩曼

- 人氣電視劇
  - 天與地

- 人氣本地女演員
  - 楊千嬅

- 人氣本地男演員
  - 鄭中基

- 人氣本地電影
  - 春嬌與志明
  - 低俗喜劇

- 最佳喜劇演員
  - 杜汶澤

- 人氣導演
  - 彭浩翔

- 海外男演員
  - 陳柏霖

- 海外女演員
  - 林依晨

- 最熱門圖片搜尋歌手
  - 周柏豪

- 人氣急星 (男)
  - 錢國偉

- 人氣急星 (女)
  - 連詩雅

- 圖片搜尋次數最多的人物
  - 周秀娜

### 亞太區獎項
- 亞洲最具號召力韓國藝人
  - 金賢重

- 台灣最具號召力韓國藝人
  - 金賢重

- 香港最具號召力韓國藝人
  - 金賢重

- 亞洲最具號召力香港藝人
  - 方大同

- 亞洲最具號召力台灣男藝人
  - 羅志祥

- 亞洲最具號召力台灣女藝人
  - 楊丞琳

- 台灣最受歡迎香港藝人
  - 方大同

- 亞洲年度熱搜韓國組合
  - Super Junior

- 香港年度熱搜韓國組合
  - Super Junior

- 韓國年度熱搜組合
  - Super Junior

- 台灣年度熱搜韓國組合
  - Super Junior-M

## 參看
- 2012年度YAHOO!搜尋人氣大獎（页面存档备份，存于）

## 資料來源
1. ↑    - Yahoo!人氣大獎2012 最新得獎名單 （页面存档备份，存于）